# José Reynaldo Bencosme de Leon
José Reynaldo « Negi » Bencosme de Leon (souvent abrégé en José Bencosme, né le 16 mai 1992 à La Vega) est un athlète italien, spécialiste du 400 mètres haies.

## Biographie
Le meilleur temps de José Reynaldo Bencosme de Leon est de 49 s 94, deuxième meilleur temps junior de l'année, réalisé à Marano di Napoli le 20 septembre 2011. Il avait été champion national cadet en 2009 sur la même distance. 
Il a terminé médaille de bronze lors des Mondiaux jeunesse à Bressanone en 2009 et avait été demi-finaliste (et premier écarté de la finale) l'année suivante lors des Championnats du monde juniors à Moncton. Lors des Championnats d'Europe juniors d'athlétisme 2011, il bat son record personnel pour remporter la médaille de bronze. Il est arrivé en Italie avec sa mère dominicaine, en 1993, alors qu'il n'avait qu'un an. En juin 2012, il devient en 50 s 05, champion d'Italie espoirs à Misano Adriatico ce qui lui permet d'obtenir sa première sélection en équipe séniors pour les Championnats d'Europe à Helsinki, où son inexpérience contribue à sa disqualification en demi-finale. Le 8 juillet 2012, à Bressanone, il remporte les Championnats d'Italie en 49 s 33, ce qui le qualifie pour les Jeux olympiques de Londres.
Le 1er juin 2016, après une longue absence due à des blessures et qui a duré trois saisons, il remporte le 400 m haies du Silver Gala (test-event du Golden Gala) en 49 s 95. Puis, le 11 juin 2016, il court en 49 s 77 à Genève.
Le 2 juillet il est battu par Lorenzo Vergani pour le titre national à Trieste, malgré un temps de 49 s 45, son meilleur depuis 2012. Le 21 juillet 2017, il réalise à Orvieto 49 s 22, record personnel et minima pour les Championnats du monde de Londres.
Le 26 août 2017, il termine 4e des Universiades de 2017 à Taipei, en 49 s 38, à seulement 8/1000e du podium.